# Armisticio

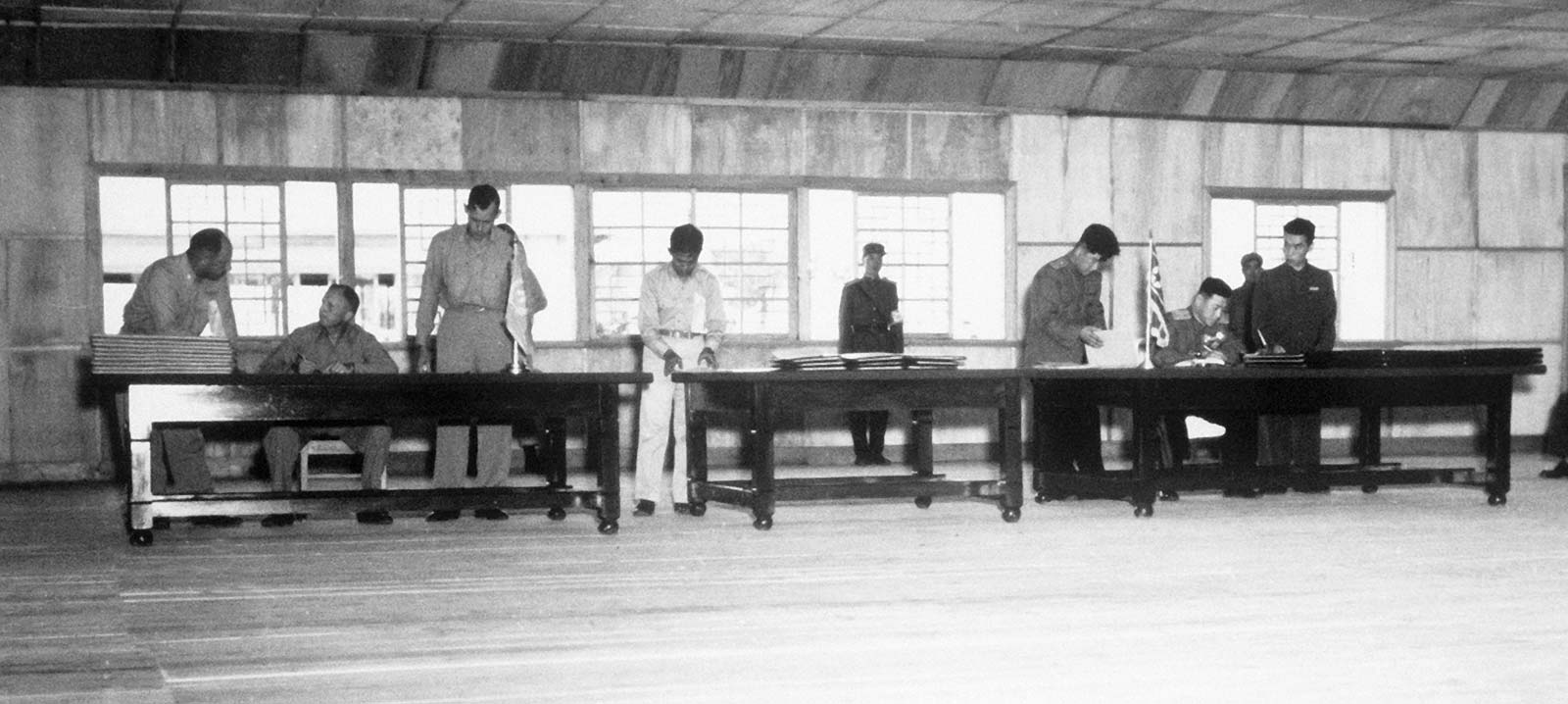
Plenipotenciarios firman el armisticio de la Guerra de Corea.

En la guerra, un armisticio es la suspensión de hostilidades pactada entre pueblos o ejércitos beligerantes. Según la Convención de La Haya de 1899, suspende las operaciones de guerra por un mutuo acuerdo de la beligerancia. La paz —y no el armisticio— es considerada el fin de la guerra; por tanto, solo se dará por terminada esta cuando se consideran arregladas las causas que habían sido casus belli.
Todo armisticio debe ser notificado oficialmente y en tiempo útil a las autoridades competentes y a las tropas, quedando suspendidas las hostilidades inmediatamente después de la notificación o en el plazo que fijen los contendientes. Si la duración no está determinada, las partes pueden reanudar en cualquier tiempo las hostilidades, previa advertencia al enemigo en tiempo convenido.
Mientras dure el armisticio, cualquier violación grave realizada por una de las partes da a la otra el derecho de denunciarlo y en caso de extrema gravedad, de reanudar las hostilidades inmediatamente. El derecho de los conflictos armados no internacionales —conjunto de normas del Derecho internacional que regulan un conflicto armado que tenga lugar en el territorio de un Estado entre las fuerzas armadas del Gobierno y fuerzas rebeldes, o entre dos grupos rebeldes— deja de aplicarse cuando se firma un armisticio, pudiendo suponer este la rendición incondicional.

## Tipos
El armisticio puede ser general o local. El general suspende en todas partes las operaciones de guerra de los bandos o Estados beligerantes. Por el contrario, el local las suspende entre ciertas facciones de los ejércitos en combate y en un radio determinado.